# Third Stone from the Sun
Third Stone from the Sun è un brano musicale del primo album di Jimi Hendrix del 1967 Are You Experienced. 
Viene indicato come uno dei primi esempi di fusione tra il rock e il jazz, ed è stato soggetto di cover da parte di numerosi artisti come Pat Metheny, Weather Report, Stevie Ray Vaughan, Yew, Dick Dale ed Eric Burdon.
Il titolo Third Stone from the Sun, che in italiano si traduce con La terza pietra dal sole, si riferisce alla Terra, terzo pianeta del sistema solare. Prende ispirazione dal racconto di fantascienza di Richard Mateson del 1950: Third from the Sun, in cui alcuni alieni abbandonano il loro pianeta d'origine, che sta per esplodere, e si dirigono verso la Terra per evitare l'estinzione della loro razza.

## Curiosità
Nella canzone si sentono parole a bassa voce ed un dialogo tra Jimi Hendrix ed il suo manager Chas Chandler, che cercano di riprodurre un'atmosfera da film di fantascienza, con la Terra vista dagli alieni.
Ecco il dialogo tra Hendrix e Chandler nella canzone:
- Hendrix: Star fleet to star ship, please give your position. Over.
- Chandler: I am positioned above the third stone from the sun. Over.
- Hendrix: That must be Earth. Over.
- Chandler: Positive. It is known to have some form of intelligent species. Over
- Hendrix: Maybe we should take a look.»

- Hendrix: Flotta stellare a astronave, datemi la vostra posizione. Passo.
- Chandler: Sono vicino alla terza pietra dal Sole. Passo.
- Hendrix: Quella deve essere la Terra. Passo.
- Chandler: Positivo. È noto che sia abitata da specie aventi una qualche forma di intelligenza. Passo
- Hendrix: Forse dovremmo dare un'occhiata.»

(Jimi Hendrix Experience, Third Stone from the Sun)